# 隆脊冠背蟹
隆脊冠背蟹（学名：Lophoplax teschi）为长脚蟹科冠背蟹属的动物。分布于日本以及中国大陆的海南岛等地，生活环境为海水，常栖息于水深70米左右的沙以及泥质海底或破裂的贝壳中。其生存的海拔上限为-70米。